# Syvänsalmensaari (ö i Kymmenedalen)
Syvänsalmensaari är en ö i Finland. Den ligger i Finska viken och i kommunerna Kotka och Fredrikshamn i landskapet Kymmenedalen, i den södra delen av landet. Ön ligger nära Kotka och omkring 120 kilometer öster om Helsingfors.
Öns area är 8 hektar och dess största längd är 430 meter i nord-sydlig riktning.